# Ned Kelly (película de 1970)

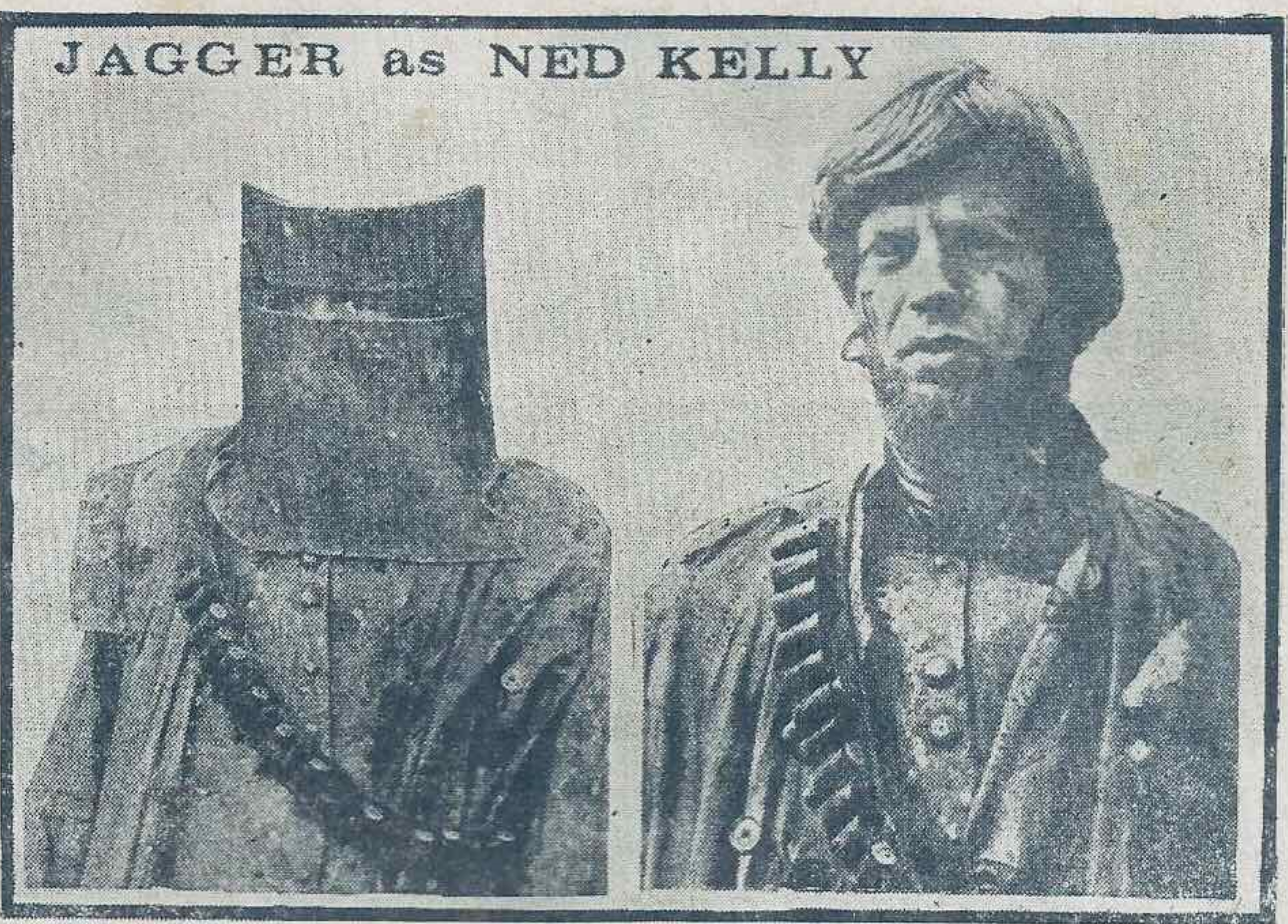
Ned Kelly interpretado por Mick Jagger

Ned Kelly es una película británico-australiana de 1970 sobre la vida del bushranger Ned Kelly. Fue la séptima adaptación cinematográfica de la historia de este forajido australiano del siglo XIX y es notable por ser la primera película sobre Kelly rodada en color.
La película fue dirigida por Tony Richardson y protagonizada por Mick Jagger en el papel principal. El actor de origen escocés Mark McManus interpretó a Joe Byrne, amigo de Kelly. Aunque fue una producción británica, se filmó completamente en Australia, principalmente en los alrededores de Braidwood, en el sur de Nueva Gales del Sur, y contó con un elenco de apoyo mayoritariamente australiano.